# هنري د. ميلر
هنري د. ميلر (بالإنجليزية: Henry D. Miller)‏ هو سياسي أمريكي، ولد في 1867 في آيوا في الولايات المتحدة. انتخب عضو مجلس ولاية آيوا.